# Альфред Рідль
Альфред Рідль (нім. Alfred Riedl, 2 листопада 1949, Відень — 7 вересня 2020, там само) — австрійський футболіст, що грав на позиції нападника. По завершенні ігрової кар'єри — тренер.

## Клубна кар'єра
У дорослому футболі дебютував 1967 року виступами за команду клубу «Аустрія» (Відень), в якій провів п'ять сезонів, взявши участь у 98 матчах чемпіонату. За цей час двічі виборював титул чемпіона Австрії і одного разу став володарем Кубка Австрії. Рідль у складі віденської «Аустрії» був одним з головних бомбардирів команди, маючи середню результативність на рівні 0,59 голу за гру першості і в останньому сезоні з клубом, 1971/72, з 16 голами став найкращим бомбардиром чемпіонату Австрії.
Згодом з 1972 по 1980 рік грав у складі бельгійських клубів «Сент-Трюйден», «Антверпен» та «Стандард» (Льєж). У новому чемпіонаті результативний нападник також був на провідних ролях, і двічі (у сезонах 1972/73 і 1974/75) ставав найкращим бомбардиром чемпіонату.
Сезон 1980/81 Рідль провів у французькому «Меці», після чого повернувся на батьківщину, де в 1981, виступаючи за ГАК (Грац), знову став володарем Кубка Австрії.
Завершував професійну ігрову кар'єру у клубах «Вінер Шпорт-Клуб» і «Медлінг», де грав до 1985 року.

## Виступи за збірну
В квітні 1975 року дебютував в офіційних матчах у складі національної збірної Австрії в грі проти збірної Угорщини. Згодом, після невеликої перерви, у 1978 році провів ще три гри за збірну, які стали останнім для гравця.

## Кар'єра тренера
Розпочав тренерську кар'єру невдовзі по завершенні кар'єри гравця, 1986 року, очоливши тренерський штаб аматорського клубу «Коттінгбрун», де пропрацював з 1986 по 1987 рік. Після цього працював у тренерському штабі рідної «Аустрії» (Відень), а також на запрошення свого співвітчизника Вальтера Скоцика працював з молодіжною командою саудівського «Аль-Іттіхада». 1989 року став головним тренером команди «Вінер Шпорт-Клуб», тренував віденську команду один рік.
Після чемпіонату світу 1990 року він замінив Йозефа Гікерсбергера на посаді головного тренера збірної Австрії. Втім в кінці 1991 року він був звільнений, оскільки не зміг пройти кваліфікацію на Євро-1992. Всього під керівництвом Рідля австрійська команда провела 8 ігор, здобувши лише 1 перемогу, 3 нічиїх і зазнавши 4 поразки.
Після цього, попрацювавши на батьківщині зі скромним «Фаворітнером», Альфред вирушив до Африки, де працював з «Олімпіком» (Хурібга), у складі якого став фіналістом Кубка Марокко 1993/94, а згодом прийняв пропозицію попрацювати в єгипетському клубі «Замалек», який вивів до фіналу Кубка африканських чемпіонів 1994 року.
У 1997—1998 роках був головним тренером збірної Ліхтенштейну, після чого протягом 3 років, починаючи з 1998 року, був головним тренером збірної В'єтнаму.
2001 року став головним тренером команди «Аль-Сальмія», з якою в тому ж році виграв Кубок Кувейту та Кубок наслідного принца Кувейту, а також став віце-чемпіоном країни. В наступні роки команда австрійця серйозних здобутків не отримала і після програного фіналу національного кубка у 2003 році Рідль повернувся до збірної В'єтнаму, яку з невеликою перервою на роботу зі збірною Палестини тренував до 2007 року. З в'єтнамцями взяв участь у домашньому Кубку Азії 2007 року, де допоміг збірній вперше в історії вийти до чвертьфіналу турніру. Втім наприкінці 2007 року, після невиразного виступу на футбольному турнірі на іграх Південно-Східної Азії він був звільнений і замінений португальським тренером Енріке Калішту.
У жовтні 2008 року він повернувся до В'єтнаму, щоб тренувати футбольний клуб «Хайфонг», проте вже наступного року був звільнений через низькі результати. Натомість 9 липня 2009 року він став головним тренером збірної Лаосу, де пропрацював один рік.
4 травня 2010 року Альфред Рідль був названий новим головним тренером збірної Індонезії. В тому ж році він привів індонезійську команду до фіналу чемпіонату Південно-Східної Азії, де команда австрійського тренера програла Малайзії. Втім 13 липня 2011 року Рідль був звільнений в результаті скандалу всередині Індонезійської футбольної асоціації. Після цього Альфред працював технічним директором зі збірною Лаосу, а потім був керівником молодіжного відділу бельгійського клубу «Візе», поки у грудні 2013 року не повернувся до роботи зі збірною Індонезії, підписавши 3-річний контракт. Його контракт був розірваний за взаємною згодою в кінці 2014 року, після того, як Індонезія не змогла вийти з групи на чемпіонаті Південно-Східної Азії 2014 року.
На початку 2015 року очолив індонезійський ПСМ (Макасар), але у квітні того ж року подав у відставку через проблеми зі здоров'ям. Натомість 2016 року Рідль втретє очолив збірну Індонезії, цього разу знову привів команду до фіналу чемпіонату Південно-Східної Азії, повторюючи результат 2010 року. Після того, як Індонезія поступилася Таїланду у фіналі, його контракт не був продовжений.

## Статистика виступів
| Клуб              | Сезон             | Ліга | Ліга  | Кубки | Кубки | Єврокубки | Єврокубки | Разом | Разом |
| Клуб              | Сезон             | Ігор | Голів | Ігор  | Голів | Ігор      | Голів     | Ігор  | Голів |
| ----------------- | ----------------- | ---- | ----- | ----- | ----- | --------- | --------- | ----- | ----- |
| Аустрія (Відень)  | 1967/68           | 1    | 0     | 0     | 0     | 0         | 0         | 1     | 0     |
| Аустрія (Відень)  | 1968/69           | 19   | 19    | 4     | 2     | 1         | 0         | 24    | 21    |
| Аустрія (Відень)  | 1969/70           | 25   | 10    | 2     | 0     | 5         | 2         | 32    | 12    |
| Аустрія (Відень)  | 1970/71           | 29   | 13    | 5     | 7     | 6         | 4         | 40    | 24    |
| Аустрія (Відень)  | 1971/72           | 21   | 16    | 3     | 5     | 3         | 1         | 27    | 22    |
| Аустрія (Відень)  | Разом             | 95   | 58    | 14    | 14    | 15        | 7         | 124   | 79    |
| «Сент-Трюйден»    | 1972/73           | 26   | 16    | 3     | 1     | 0         | 0         | 29    | 17    |
| «Сент-Трюйден»    | 1973/74           | 30   | 17    | 3     | 4     | 0         | 0         | 33    | 21    |
| «Сент-Трюйден»    | Разом             | 56   | 33    | 6     | 5     | 0         | 0         | 62    | 38    |
| Антверпен         | 1974/75           | 34   | 28    | 7     | 5     | 4         | 1         | 45    | 34    |
| Антверпен         | 1975/76           | 20   | 6     | 1     | 1     | 0         | 0         | 21    | 7     |
| Антверпен         | Разом             | 54   | 34    | 8     | 6     | 4         | 1         | 66    | 41    |
| Стандард (Льєж)   | 1976/77           | 32   | 18    | 2     | 3     | 0         | 0         | 34    | 21    |
| Стандард (Льєж)   | 1977/78           | 31   | 19    | 4     | 4     | 6         | 1         | 41    | 24    |
| Стандард (Льєж)   | 1978/79           | 15   | 3     | 1     | 0     | 0         | 0         | 16    | 3     |
| Стандард (Льєж)   | 1979/80           | 27   | 13    | 4     | 1     | 6         | 2         | 37    | 16    |
| Стандард (Льєж)   | Разом             | 105  | 53    | 11    | 8     | 12        | 3         | 128   | 64    |
| Мец               | 1980/81           | 19   | 6     | 0     | 0     | 0         | 0         | 19    | 6     |
| Мец               | Разом             | 19   | 6     | 0     | 0     | 0         | 0         | 19    | 6     |
| ГАК               | 1980/81           | 17   | 3     | 1     | 1     | 0         | 0         | 18    | 4     |
| ГАК               | 1981/82           | 25   | 9     | 4     | 3     | 2         | 1         | 31    | 13    |
| ГАК               | Разом             | 42   | 12    | 5     | 4     | 2         | 1         | 49    | 17    |
| Вінер Шпорт-Клуб  | 1982/83           | 25   | 6     | 1     | 0     | 3         | 0         | 29    | 6     |
| Вінер Шпорт-Клуб  | 1983/84           | 27   | 9     | 2     | 0     | 0         | 0         | 29    | 9     |
| Вінер Шпорт-Клуб  | Разом             | 52   | 15    | 3     | 0     | 3         | 0         | 58    | 15    |
| Медлінг           | 1984/85           | 0    | 0     | 2     | 1     | -         | -         | 2     | 1     |
| Медлінг           | Разом             | 0    | 0     | 2     | 1     | 0         | 0         | 2     | 1     |
| Всього за кар'єру | Всього за кар'єру | 423  | 211   | 49    | 38    | 36        | 12        | 508   | 261   |

## Титули і досягнення

### Як гравця
- Чемпіон Австрії (2):

«Аустрія» (Відень): 1968–69, 1969–70
- Володар Кубка Австрії (1):

«Аустрія» (Відень): 1970–71
ГАК (Грац): 1980–81

### Як тренера
- Володар Кубка Кувейту: 2001
- Володар Кубка наслідного принца Кувейту: 2001

### Індивідуальні
- Найкращий бомбардир чемпіонату Австрії: 1971/72 (16 голів)
- Найкращий бомбардир чемпіонату Бельгії: 1972/73 (16 голів), 1974/75 (28 голів)